# Роберто Мартинез
Роберто Мартинез Монтолију (шп. Roberto Martínez Montoliu; 13. јул 1973) шпански је фудбалски тренер и бивши фудбалер, који је последње био селектор репрезентације Белгије.
Играчку каријеру започео је у Сарагоси. Касније је отишао у Уједињено Краљевство где је најупечатљивије партије забележио у Вигану и Свонзију. Једно време је био и капитен Свонзија.
Тренерску каријеру је започео у својим бившим играчким клубовима — Свонзију и Вигану. Године 2013. је постао тренер Евертона који је водио скоро три године. У августу 2016. године постао је селектор Белгије, Са којом је освојио бронзану медаљу на Светском првенству 2018. Био је селектор и на Европском првенству 2020. и на Светском првенству 2022, где је Белгија испала у групној фази, након чега је напустио позицију селектора репрезентације. У јануару 2023. постављен је за селектора Португалије.

## Трофеји

### Као играч
Сарагоса
- Куп Шпаније: 1993/94.

Виган атлетик
- Трећа дивизија Енглеске: 1996/97.
- Трофеј Фудбалске лиге: 1998/99.

Свонзи Сити
- Трофеј Фудбалске лиге: 2005/06.

### Као тренер
Свонзи Сити
- Прва лига: 2007/08.

Виган атлетик
- ФА куп: 2012/13.

Белгија
- Светско првенство: бронза 2018.

Португалија
- УЕФА Лига нација: 2024/25.